# Patricia Cornwell : Tolérance zéro
Patricia Cornwell : Tolérance zéro (At Risk) est un téléfilm américain réalisé par Tom McLoughlin, diffusé le 10 avril 2010 sur Lifetime. Une suite, du téléfilm Trompe-l'œil (The Front), a été diffusé la semaine suivante.

## Synopsis
L’inspecteur Win, détaché auprès du procureur du Massachusetts, est rappelé par Monique Lamont, une femme aussi séduisante que redoutable, qui lui annonce son intention de se présenter au poste de gouverneur. En guise de programme, elle veut promouvoir un nouvel outil de lutte contre le crime, baptisé « Tolérance zéro », capable, selon elle, d’élucider « n’importe quel crime, n’importe quand ». C’est en fait une technique de pointe en matière d’analyse ADN. Très sûre d’elle, Mme Lamont décide de revenir sur un meurtre commis vingt ans plus tôt. Win est sceptique, mais il n’a pas le temps d’exprimer ses réticences : la violence surgit, bouleversant leurs vies. S’agit-il d’une coïncidence … ou d’une vengeance ?

## Fiche technique
- Titre original : At Risk
- Titre français : Patricia Cornwell : Tolérance zéro
- Réalisation : Tom McLoughlin
- Scénario : John Pielmeier (en) et Patricia Cornwell (d'après son roman)
- Photographie : Alwyn Kumst
- Pays d'origine :  États-Unis
- Langue originale : anglais
- Durée : 90 minutes

## Distribution
- Andie MacDowell : Monique Lamont

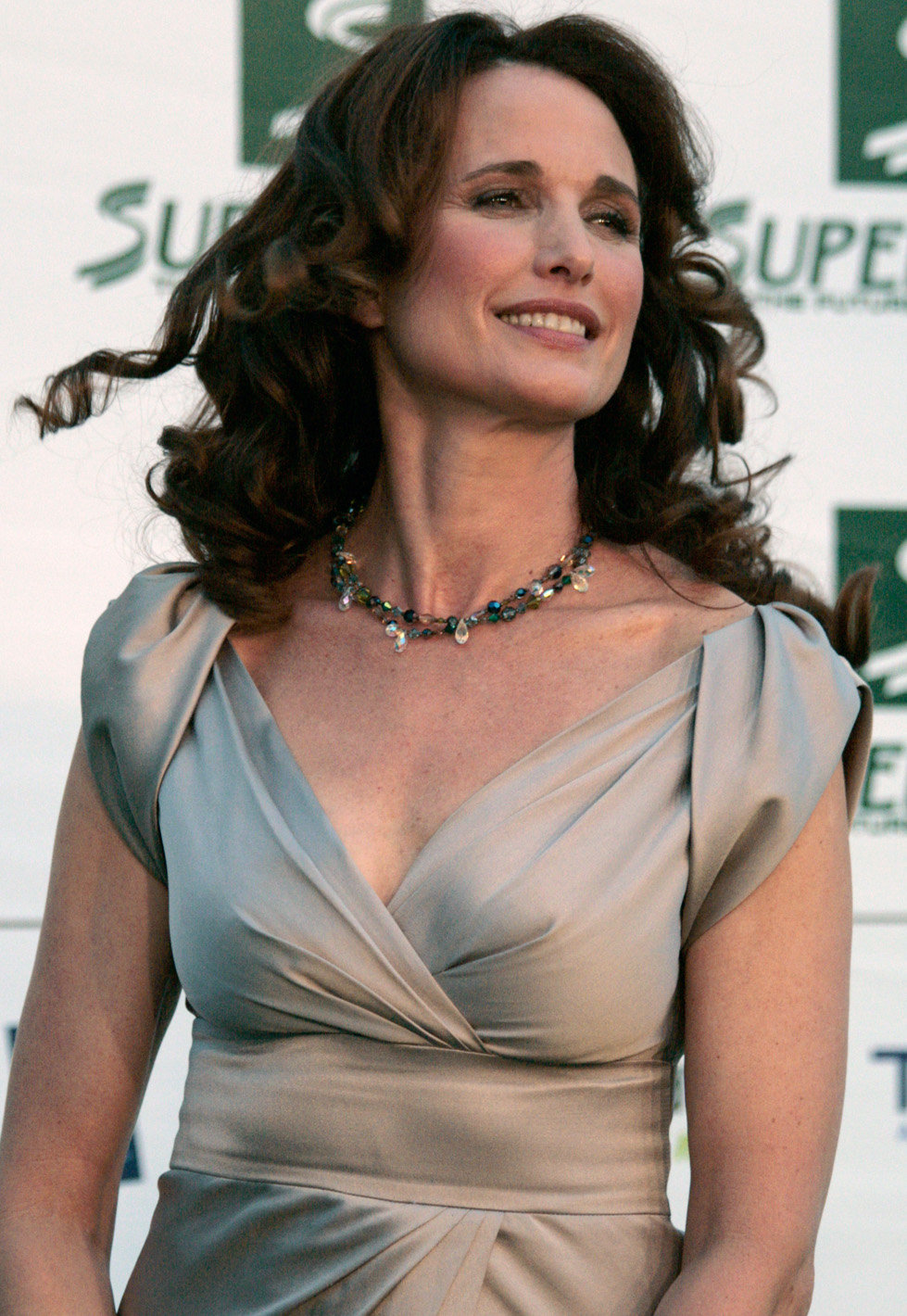
L'actrice principale Andie MacDowell, l'année de tournage de la série.

- Daniel Sunjata (VF : Cédric Dumond) : Win Garano
- Annabeth Gish (VF : Véronique Augereau) : l'inspecteur Delma Sykes
- Barclay Hope : Jessie Huber
- Zak Santiago (VF : Olivier Chauvel) : Roy
- Ashley Williams (VF : Véronique Picciotto) : Stump
- Diahann Carroll : Nana
- Marcia Bennett : Kim Finlay
- Paula Boudreau : Mitzi
- Leslie Carlson : George Finlay
- Chad Connell (en) : Toby Huber
- Dane DeHaan : Cal Tradd
- Lynne Deragon : Louisa Barber
- Joan Gregson : Vivian Finlay
- David Keeley : Howard Mather
- Darryn Lucio : Mark Holland
- Peter MacNeill : le gouverneur Crawley
- Carolyne Maraghi (VF : Véronique Rivière) : Tracey
- Edsson Morales : Jesus Baptista
- Shant Srabian : Farouk
- Richard Blackburn : l'employé à C. I. Records
- Patricia Cornwell : la serveuse
- Stephanie Crosby et Hal Roberts : les journalistes
- Edgar George : l'homme jamaïcain
- Staci Gruber : le barman
- Heather Hanson : la mère de Cal
- Gilles Savard : le père de Lamonth
- Kristian Truelsen : l'employé à la morgue